# 2014年亞洲運動會射箭比賽
2014年亞洲運動會射箭比賽為第十七屆亞洲運動會的其中一項競賽項目，共產生8面金牌；賽事於2014年9月23日至9月28日在桂陽亞運射箭場舉行。

## 參賽運動員
本屆射箭比賽共有來自 27 個國家/地區的 222 名運動員參加（128男、94女），具體分布如下：

| - （8） - 不丹（4） - 中国（8） - 中国香港（7） - 印度尼西亚（9） - 印度（16） - 伊朗（8） | - 伊拉克（6） - 日本（9） - （2） - 韩国（16） - 沙特阿拉伯（8） - 科威特（6） - 老挝（6） | - 马来西亚（8） - 蒙古（14） - 缅甸（5） - 尼泊尔（8） - 菲律宾（7） - 朝鲜（8） - （7） | - 泰国（4） - （2） - 中华台北（16） - （8） - 越南（6） |

## 獎牌統計

### 國家獎牌榜
| 排名 | 国家／地区 | 金牌 | 银牌 | 铜牌 | 總數 |
| ---- | ---------- | ---- | ---- | ---- | ---- |
| 1    | 韩国       | 5    | 3    | 1    | 9    |
| 2    | 中国       | 1    | 2    | 1    | 4    |
| 3    | 印度       | 1    | 1    | 2    | 4    |
| 4    | 伊朗       | 1    | 0    | 1    | 2    |
| 5    | 中华台北   | 0    | 1    | 1    | 2    |
| 6    | 马来西亚   | 0    | 1    | 0    | 1    |
| 7    | 日本       | 0    | 0    | 1    | 1    |
| 7    | 菲律宾     | 0    | 0    | 1    | 1    |
| 總計 | 總計       | 8    | 8    | 8    | 24   |

### 項目獎牌榜

#### 反曲弓
| 項目           | 金牌                                     | 银牌                                                                      | 铜牌                                       |
| 男子個人反曲弓 | 吳真爀（韩国）                           | 雍智伟（中国）                                                            | 郭振維（中华台北）                         |
| 男子團體反曲弓 | 中国（CHN） · 顾雪松 · 戚凯尧 · 雍智伟   | 马来西亚（MAS） · Atiq Bazil Bakri · 哈茲奇·凱馬魯丁 · 凱魯·安華·穆罕默德 | 韩国（KOR） · 具本粲 · 李成延 · 吳真爀     |
| 女子個人反曲弓 | 鄭多素美（韩国）                         | 張惠珍（韩国）                                                            | 徐晶（中国）                               |
| 女子團體反曲弓 | 韩国（KOR） · 鄭多素美 · 張惠珍 · 李特英 | 中国（CHN） · 程明 · 徐晶 · 朱珏蔓                                        | 日本（JPN） · 早川漣 · 林勇氣 · 川中香緒里 |

#### 複合弓
| 項目           | 金牌                                                      | 银牌                                               | 铜牌                                                                      |
| 男子個人複合弓 | 艾斯梅爾·埃巴迪（伊朗）                                   | 阿布舍克·維爾馬（印度）                            | Paul Marton Dela Cruz（菲律宾）                                           |
| 男子團體複合弓 | 印度（IND） · 拉賈·楚罕 · 山迪普·庫瑪爾 · 阿布舍克·維爾馬 | 韩国（KOR） · 崔鎔熙 · Min Li-hong · Yang Young-ho | 伊朗（IRI） · 艾斯梅爾·埃巴迪 · Majid Gheidi · Amir Kazempour             |
| 女子個人複合弓 | 崔輔珉（韩国）                                            | 石智玄（韩国）                                     | Trisha Deb（印度）                                                        |
| 女子團體複合弓 | 韩国（KOR） · 崔輔珉 · 金尹熙 · 石智玄                    | 中华台北（TPE） · 溫甯萌 · 陳麗如 · 黃逸柔         | 印度（IND） · Trisha Deb · Purvasha Sudhir Shende · Jyothi Surekha Vennam |